# 宝座上的圣母子与圣若翰洗者和圣巴斯弟盎
《宝座上的圣母子与圣若翰洗者和圣巴斯弟盎》是意大利文艺复兴艺术家彼得罗·佩鲁吉诺的一幅板面油画，绘制于 1493 年，现藏于佛罗伦萨乌菲兹美术馆。
该作品的订制者是威尼斯商人乔瓦尼·马蒂尼的遗孀科妮莉亚·萨尔维亚蒂和儿子罗伯托，用于装饰菲耶索莱的圣多明我修道院的小堂。1493 年，佩鲁吉诺与建筑师卢卡·范切利的女儿基娅拉·范切利结婚：圣母的面孔就是她的肖像。

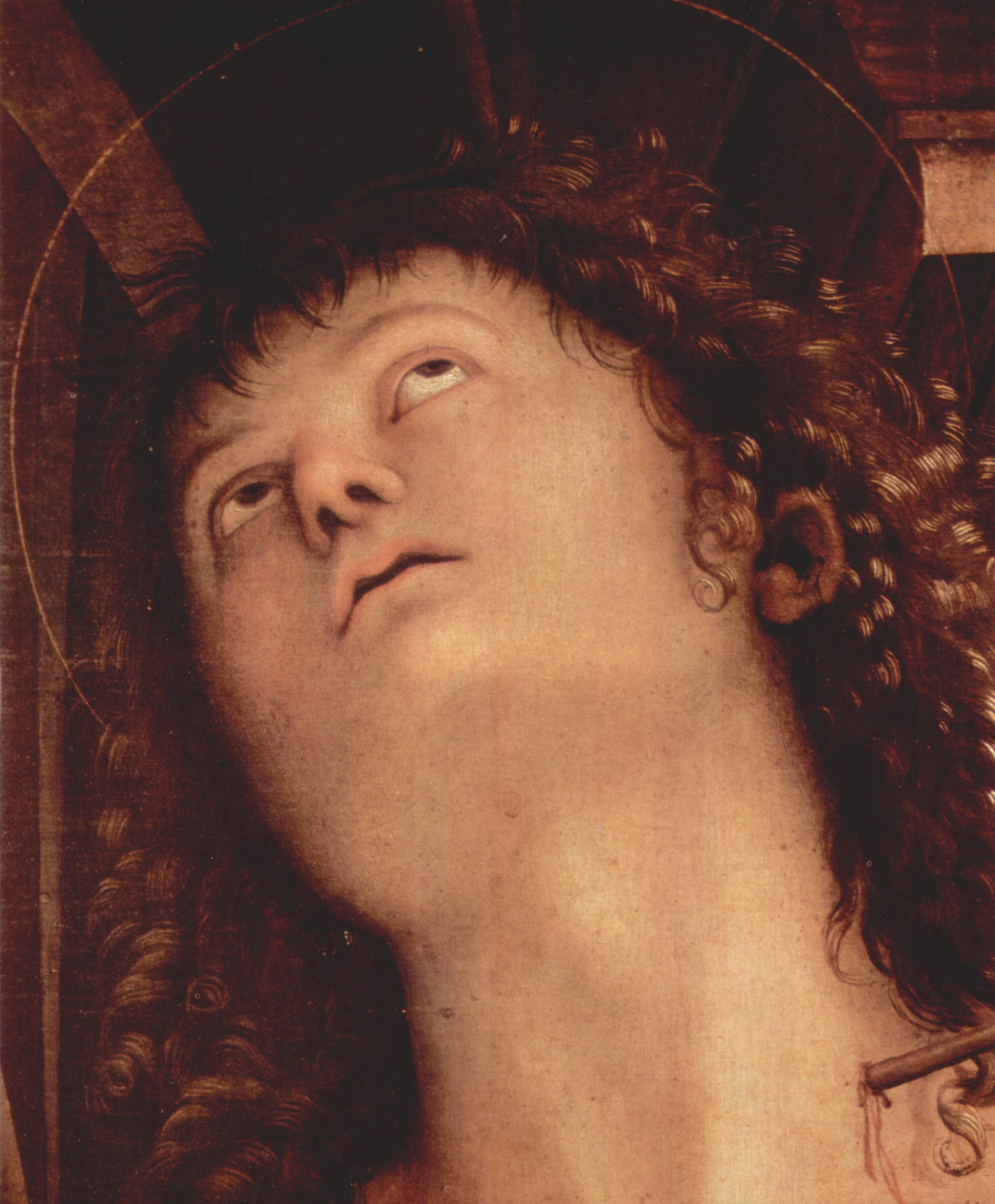
圣巴斯弟盎面部的细部

1786 年，托斯卡纳大公利奥波德二世以 1000意大利斯库多 的价格收购了这幅画，成为未来乌菲齐美术馆的一部分。原来的小堂由洛伦佐·迪·克雷迪的一幅画作重新装修；现在在教堂里的是加里巴尔多·切卡雷利的复制品。

画中圣母玛利亚坐在高高的宝座上，怀抱圣婴，他看着左边的若翰洗者，若约翰也用手指着他。右边是圣巴斯弟盎被箭射杀殉道，他的目光望向天空。